# Втручання (роман)
«Втручання» (англ. The Embedding) — науково-фантастичний роман британського письменника Аєна Вотсона, надрукований 1973 року. У 1975 році роман отримав Премію «Аполло».

## Сюжет
В Англії вчитель лінгвістики Кріс Соул навчає групу дітей-сиріт, з дитинства повністю ізольованих від зовнішнього світу, штучної мови, створеної за зразком англійської за допомогою процесу вбудовування.
Тим часом в Амазонії французький етнолог П’єр Дарріан виявляє плем’я індіанців, виживанню якого загрожує будівництвом дамби. Ці індіанці, ксемахоа, також мають священну мову, яку можна зрозуміти лише під впливом галюциногенного наркотику і яка є вбудованою мовою.
У пустелі Невада росіяни та американці таємно ведуть переговори з групою прибульців, які нещодавно висадилися, Сп’тра. Ці інопланетяни готові обмінятися цінними науковими знаннями про космічні польоти в обмін на інформацію про мови, якими розмовляють на Землі. Насправді вони шукають мову, яка була б ключем до звільнення розуму.